# مهرجان ألترا ميوزيك
ألترا ميوزيك فيستيفال أو مهرجان ألترا للموسيقى (Ultra Music Festival) هو مهرجان سنوي للموسيقى الالكترونية، يقام دوريا خلال شهر مارس في مدينة ميامي بولاية فلوريدا. تأسس المهرجان في عام 1999 من قبل راسل فيبيش وأليكس أوميس، وتم تسميته باسم ألبوم ديبيتش مود عام 1997، ألترا.

## روابط خارجية
- مهرجان ألترا ميوزيك على موقع ميوزك برينز (الإنجليزية)